# گریگور کاراپتیان (مهندس)
گریگور سرگئی کاراپتیان (ارمنی: Գրիգոր Սերգեյի Կարապետյան؛  زادهٔ ۸ اکتبر ۱۹۳۳ - درگذشته ۹ نوامبر ۲۰۲۱) مهندس اهل ارمنستان بود.

## زندگی‌نامه
وی در ۸ اکتبر ۱۹۳۳ در گوریس به دنیا آمد و از دانشگاه پلی‌تکنیک ارمنستان فارغ‌التحصیل گشت. همچنین برندهٔ جوایزی همچون نشان پرچم سرخ کار، نشان برجسته افتخار، نشان انقلاب اکتبر، مهندس شایسته ارمنستان شوروی و جایزه دولتی اتحاد شوروی شده است. وی در ۹ نوامبر ۲۰۲۱ در سن ۸۸ سالگی در ایروان درگذشت.